# William McDonnell
William Neil McDonnell (Detroit, Michigan, 15 de juliol de 1876 – 11 de maig de 1941) va ser un tirador estatunidenc que va competir a començaments del segle xx.
El 1912 va prendre part en els Jocs Olímpics d'Estocolm, on disputà sis proves del programa de tir. Guanyà la medalla de plata en la competició de tir al cérvol, tret simple per equips i la de bronze en la de carrabina, 25 metres per equips. En les altres quatre proves que disputà quedà més enllà de la desena posició.